# Psohlavci (film)
Psohlavci je československý film režiséra Martina Friče natočená podle stejnojmenné knihy Aloise Jiráska.

## Obsazení
| Vladimír Ráž      | Jan Sladký zvaný Kozina                             |
| Jana Dítětová     | Hančí, Kozinova žena                                |
| František Kovářík | rychtář Kryštof Hrubý z Draženova                   |
| Jarmila Kurandová | Kozinova matka, Kryštofova sestra                   |
| Zdeněk Štěpánek   | Kozinův děd                                         |
| Ladislav Pešek    | dudák Jiskra Řehůřek                                |
| Jiřina Steimarová | Dorla, Jiskrova žena                                |
| Jaroslav Průcha   | Matěj Příbek                                        |
| František Smolík  | starý Příbek, Matějův otec                          |
| Jana Štěpánková   | Manka, Matějova dcera                               |
| Bohumil Švarc     | Pavel Šerlovský, Mančin ženich                      |
| Jiří Dohnal       | rychtář Adam Ecl zvaný Čtverák                      |
| Radovan Lukavský  | rychtář Syka                                        |
| Jaroslav Vojta    | Pajdár z Pocínovic                                  |
| Miloš Nedbal      | Wolf Maxmilian Lamingen z Albenreuthu zvaný Lomikar |
| Marie Brožová     | Lomikarova žena                                     |
| Marta Fričová     | Barbora, Lomikarova dcera                           |
| Věra Váchová      | Marie, Lomikarova dcera                             |
| Miloš Kopecký     | správce Koš                                         |
| Oldřich Lukeš     | trachtýř Just                                       |
| Bedřich Vrbský    | hrabě Šternberk                                     |
| Jan Werich        | rychtář z Pocínovic                                 |
| Otto Čermák       | rychtář z Postřekova                                |
| Josef Gruss       | hrabě z Vrtby                                       |
| Ladislav Boháč    | prokurátor JUDr. Strauss                            |

## Tvůrci a štáb
- Režie: Martin Frič
- Předloha: Alois Jirásek (stejnojmenný román)
- Scénář: Martin Frič, Otakar Kirchner, Jiří Mařánek
- Kamera: Jan Stallich
- Vedoucí výroby: Ladislav Terš
- Hudba: Emil František Burian
- Architekt: Bohuslav Kulič
- Návrhy kostýmů: Josef Matěj Gottlieb
- Zvuk: Josef Zora
- Střih: Jan Kohout
- Masky: Gustav Hrdlička

## Zajímavosti
- Od své premiéry v březnu 1955 až do 31.12.1987 vidělo film v českých kinech v rámci 13 253 představení celkem 2 615 318 diváků.[1]